# Antony Choudens
Antoine de Choudens dit Antony Choudens (París, 11 de febrer de 1849 - Fontainebleau, 15 de juliol de 1902), fou un compositor i editor de música francès.
Des de molt jove mostrà grans aptituds per la música, però el seu pare, l'editor musical d'aquest nom, s'oposà a que seguís aquella carrera, desitjant que Antoine seguís en el negoci editorial. Bizet, que havia escoltat alguna cosa del jove compositor, va poder convèncer el seu pare, i s'encarregà de l'educació musical d'Antoine.
Va escriure una col·lecció de 20 melodies, algunes molt notables, i va posar música a dues òperes: Graziella, lletra de Jules Barbier (1875), i La Jeunesse de Don Juan de Louis Gallet.